# Bigiston
Bigiston, ook wel Bigi Ston, inheemse naam Temeren, is een dorp in het district Marowijne in Suriname. Het ligt tegenover Saint-Jean-du-Maroni in Frans-Guyana.
Het aantal inwoners is 361 (stand 2022). In het dorp wonen inheemsen van het volk Karaïben (Kali'na), met als dorpshoofd sinds 2017 Sylvester Awatjale (stand 2022), en Aukaanse marrons.

## Geschiedenis
Zowel de Sranan-naam Bigiston als de inheemse naam Temeren betekenen grote steen, waarmee een grote steen in de rivier bedoeld wordt. Hierop staan petroglieven waarvan de datering onbekend is. De steen neemt een belangrijke rol in de verhalen van Karaïben in. Andere overblijfselen tonen aan dat dit gebied al lange tijd bewoond wordt door inheemse bewoners.
Het dorp Bigiston werd rond het begin van de 20e eeuw gesticht door Taloekoewa. Hij stichtte eerst Apauwa Oende en verhuisde later naar Bigiston. Aanvankelijk woonden mensen op verschillende plaatsen en is het dorp daar een samensmelting van geworden.
In de jaren 1980 woonden ook marrons in Bigiston en leefden ze vreedzaam naast elkaar met de inheemse bewoners. Er werd onderling handel gedreven en huwelijken gesloten. Op 5 oktober 1986, tijdens de Surinaamse Binnenlandse Oorlog, werd de vrede in het dorp doorbroken door een aanval van het Junglecommando. De inval wordt wel vergeleken met een roofoverval, omdat al het eten en de wapens werden meegenomen. De dorpelingen vluchtten eerst het bos in. Velen trokken daarna naar Belle-Vue, Esperance, Paddock, Terre Rouge en Village-Pierre in Frans-Guyana en een groot deel keerde daarna niet meer terug.
De bevolking van Bigiston is gemengd gebleven. In 2005 was de verhouding 75 inheemsen ten opzichte van 175 Aukaners.

## Economie
De dorpelingen leven van de jacht, visserij en landbouw. Er worden ook kippen gehouden en eieren op de markt verkocht. Verder zijn er ambachten als aardewerk, vlechtwerk en de bouw van boten van wanehout. De twee toeristenwinkels in het dorp zijn vooral in trek bij Franse toeristen die er sieraden en aardewerk kopen.

## Voorzieningen
In het dorp is een basisschool met een kleuterklas en een kindercrèche. Er is een polikliniek van de Regionale Gezondheidsdienst (RGD), waarvoor in 2005 onvoldoende middelen en medisch personeel aanwezig waren, waardoor burgers naar Albina moesten voor medische hulp.
De meest zuidelijke nederzetting Gronkiki bevat een Winti-kliniek die traditionele gezondheidszorg biedt. Elektriciteit wordt geleverd door dieselgeneratoren die ongeveer zes uur per dag draaien.